# Hydrovatus contumax
Hydrovatus contumax är en skalbaggsart som beskrevs av Guignot 1954. Hydrovatus contumax ingår i släktet Hydrovatus och familjen dykare. Inga underarter finns listade i Catalogue of Life.